# Клуз, Франьо
Франьо Клуз (сербохорв. Franjo Kluz / Фрањо Клуз; 18 сентября 1912, Йошик — 14 сентября 1944, Омиш) — югославский лётчик хорватского происхождения, участник Народно-освободительной войны Югославии, один из пионеров ВВС Народно-освободительной армии и партизанских отрядов Югославии совместно с Рудольфом Чаявцом. Народный герой Югославии.

## Биография
Родился 18 сентября 1912 года в селе Йошик недалеко от Босанской-Дубицы. Окончил школу в Босанской-Дубице, долгое время работал помощником адвоката. Позднее окончил ПТУ, а затем и школу военных лётчиков Югославии в 1939 году, вступил в ряды ВВС Югославии. Во время Югославской операции вермахта со своим самолётом базировался на аэродроме Райловац близ Сараево. После разгрома войск Королевства Югославия попал в плен и был зачислен в военно-воздушные силы Независимого государства Хорватия, однако сбежал из страны в Баню-Луку, не желая состоять на службе у нацистов и усташей. Там он начал организовывать помощь югославским партизанам, совершая полёты на незахваченные врагом территории и доставляя припасы и вооружение антифашистам Югославии.
В мае 1942 года партизаны освободили Приедор и Любию, и в это же время Франьо Клуз и Рудольф Чаявец получили условия для вступления в НОАЮ. После тщательной подготовки под руководством партийной организации и Оперативного штаба НОАЮ в Боснии Франьо 23 мая 1942 года на самолёте «Potez 25» совершил полёт в Урие (близ Приедора). В тот же день в Приедор прилетел и Чаявец с механиком Милованом Язбецом. Это день стал днём основания партизанских ВВС Югославии, причём впервые в истории у Движения Сопротивления в какой-либо стране появилась собственная авиация. 14 июля 1942 года Франьо был официально принят в коммунистическую партию Югославии.
С предварительно подготовленного аэродрома близ села Меджуводже Клуз вместе со стрелком-механиком Ивицей Митрачичем совершил два вылета. 4 июня 1942 года он организовал бомбардировку и обстрел позиций Чёрного легиона усташей близ Меджеджи (Козарска-Дубица), а через три дня подверг бомбардировке Босански-Нови и Двор-на-Уне и сбросил пропагандистские листовки над Козарской-Дубицей и Костайницей. Во время битвы за Козару Клуз и Митрачич вынуждены были перелететь на аэродром близ Лушци-Паланки (это свершилось 14 июня) и уничтожать неприятеля по пути к новой базе.
6 июля 1942 года немецкий пилот сбил самолёт Франьо, что оставило партизан без возможности совершать воздушные операции в условиях полного авиационного превосходства немцев (они добились его за 45 дней, перебросив подавляющее число авиачастей). Франьо вошёл в состав Оперативного штаба боснийских отрядов НОАЮ, где оставался до ноября 1943 года, пока не отправился в Ливно к 1-й авиабазе. Совместно с другими лётчиками, прибывшими согласно приказу НОАЮ, он отправился в Италию, оттуда в Северную Африку, где под руководством британских инструкторов сформировал 1-ю эскадрилью НОАЮ, состоявшую из истребителей «Супермарин Спитфайр». Получил звание капитана и политрука эскадрильи.
Как первый партизанский пилот и один из самых опытных лётчиков Королевских ВВС, Клуз доставил майора Милета Протича 18 августа 1944 года во время первого боевого вылета своей эскадрильи. С аэродрома Кана в Италии Клуз совершал постоянные вылеты, атакуя немецкие войска в Далмации и Боснии, защищая авиацию партизан и обеспечивая снабжение по воздуху. Погиб 14 сентября 1944 года, когда, будучи ведущим четвёрки «спитфайров», был сбит зенитной артиллерией немцев близ Омиша. Указом Президиума Народной скупщины СФРЮ 18 мая 1948 года провозглашён Народным гером Югославии.

## Галерея
- Бюст Франьо Клуза в Босанской-Дубице
- Пилоты в итальянском Каровиньо: Клуз в первом ряду второй слева